# Charles-François Lebrun
Charles François Lebrun, duque de Plasencia, príncipe del Imperio (19 de marzo de 1739-16 de junio de 1824) fue un estadista francés que ocupó el cargo de Tercer Cónsul de la República Francesa y más tarde fue creado Archi-Tesorero y Príncipe del Imperio por Napoleón I.

## Biografía
Nacido en Saint-Sauveur-Lendelin (Mancha), tras cursar estudios de filosofía en el Colegio de Navarra, inició su carrera durante el Antiguo Régimen, estrenándose como abogado en París en 1762. Desempeñó los cargos de censeur du Roi (1766) y luego de Inspector General de los Dominios de la Corona (1768).

## Trayectoria
A principios de la década de 1760, Lebrun se convirtió en discípulo de Montesquieu y admirador de la Constitución británica, viajando por el sur de los Países Bajos, la República Holandesa y, finalmente, al Reino de Gran Bretaña (donde presenció los debates del Parlamento de Londres). [cita requerida]
Se convirtió en uno de los principales consejeros del canciller René Nicolas de Maupéou, participando en su lucha contra los parlamentos y compartiendo su caída en 1774. Lebrun se dedicó entonces a la literatura, traduciendo Jerusalén liberada (1774), de Torquato Tasso y La Ilíada (1776). Se retiró de la vida pública a su propiedad de Grillon, intentando vivir una vida como la concebida por el filósofo Jean-Jacques Rousseau. Durante el gabinete de Jacques Necker, fue consultado en varias ocasiones, pero nunca fue nombrado para un alto cargo.
Al estallar la Revolución Francesa en 1789, anticipó su importancia en su volumen La voix du Citoyen, publicado ese mismo año, y predijo el curso que tomarían los acontecimientos. En los Estados Generales y en la Asamblea Nacional Constituyente, donde fue diputado de Dourdan, profesó el liberalismo y propuso diversas leyes financieras, sin afiliarse a ninguna facción en particular. Partidario de la monarquía constitucional incluso tras la huida del rey Luis XVI a Varennes (junio de 1791), se convirtió en blanco de las sospechas del Club de los Jacobinos.
Tras la votación de la Constitución de 1791, fue inelegible para la Asamblea Legislativa (como todos los antiguos miembros de la Asamblea Constituyente), y en su lugar se convirtió en presidente del directorio del departamento de Seine-et-Oise.
En 1795, Lebrun fue elegido diputado al Consejo de Ancianos del Directorio francés y, aunque partidario de la Casa de Borbón, votó en contra del procesamiento de los jacobinos y se mostró partidario de la reconciliación nacional. Después del golpe de Estado del 18 de Brumario en el año VIII (9-10 de noviembre de 1799), Lebrun fue designado como el tercer cónsul. En este cargo tomó parte activa en la reorganización de las finanzas y la administración de los departamentos de Francia. En 1804 fue designado tesorero de las arcas del Imperio, y en 1805-1806 como gobernador general de Liguria tras su anexión a Francia.
Se opuso a la restauración de Napoleón de la nobleza, y en 1808 sólo de mala gana aceptó el título de duque de Plasencia. Después fue empleado en la organización del departamento que fue formado en Holanda, de la cual sería el gobernador general de 1811 hasta 1813. Aunque hasta cierto punto opuesto al despotismo del emperador, no estuvo a favor de su deposición aunque aceptara la restauración borbónica. Luis XVIII lo convirtió en un par de Francia; pero durante los Cien Días aceptó de Napoleón el puesto de Gran maestro de la universidad. Tras la vuelta de los borbones en 1815 fue suspendido de la Casa de Pares, pero fue reincorporado en 1819. Murió en Saint-Mesmes en 1824.